# Dar Oum Soltane
Dar Oum Soltane  (in arabo دار أم السلطان‎?) è un centro abitato e comune rurale del Marocco situato nella prefettura di Meknès, regione di Fès-Meknès. Conta una popolazione di 8 840 abitanti (censimento 2014).